# Stadion Tofik Bahramov
Stadion Tofik Bahramov je višenamjenski stadion smješten u azerbajdžanskom glavnom gradu Bakuu. Korisnici stadiona su Neftçi Baku, FK Baku i azerbajdžanska nogometna reprezentacija. Važno je napumenuti da je on jedan od tri stadiona koje koristi azerbajdžanski nogometni klub Neftçi Baku (uz Stadion Ismat Gajibov i Bakcell Arenu). Kapacitet stadiona iznosi 31.200 mjesta te je najveći u zemlji.

## Povijest
Radovi na stadionu su započeli 1939. godine prije početka 2. svjetskog rata ali su njegovim početkom obustavljeni. Gradnju stadiona su kasnije nastavili njemački ratni zarobljenici a svečano je otvoren 16. rujna 1951. Izgrađen je u obliku slova C u Staljinovu čast (rus. Cтaлин, hrv. Staljin). Na 20. kongresu KP Sovjetskog saveza iz 1956. godine je odlučeno da će se ime stadiona preimenovati iz Josif Staljin u Vladimir Lenjin. Nakon raspada SSSR-a i nezavisnošću Azerbajdžana, stadion je 1993. po drugi puta promijenio svoje ime u čast Tofiku Bahramovu, azerskom nogometnom sucu koji je umro te godine.
2011. godine je odlučeno da će se izdvojiti 10 milijuna USD iz državnog budžeta za renovaciju i rekonstrukciju stadiona. Renovacija je dovršena 16. kolovoza 2012. dok je sam stadion bio potencijalni kandidat kao mjesto održavanja Eurosonga 2012. kojem je Azerbajdžan bio domaćin.